# Оттон I де Грансон
Оттон I де Грансон (фр. Othon Ier de Grandson), также известный как Отто де Грандисон (англ. Otto de Grandison; около 1238 — 12 апреля 1328) — англо-бургундский аристократ, сеньор де Грансон с 1258 года, 1-й барон Грандисон с 1299 года, военный и дипломат на службе королей Англии Эдуарда I и Эдуарда II, старший сын Пьера I де Грансона и Агнессы де Невшатель. Благодаря службе своего отца Пьеру Савойскому, графу Ричмонду, Оттон оказался при английском королевском дворе, где стал одним из ближайших друзей будущего английского короля Эдуарда I.
Оттон участвовал в крестовом походе принца Эдуарда 1270—1272 годов, а позже участвовал в валлийских походах ставшего королём Эдуарда I. Но в основном король использовал Грансона в качестве дипломата. В награду Эдуард I пожаловал своему другу обширные земли в Англии и Ирландии, а в 1299 году сделал его английским бароном. После смерти Эдуарда I Оттон вернулся в родовые владения в Грансоне и в Англии больше не бывал, но иногда выполнял для английской короны дипломатические поручения.

## Происхождение
Оттон происходил из известного с XI века бургундского рода Грандисонов (Грансонов), имевшего владения в области на берегу Невшательского озера (современная Швейцария) с центром в Грансоне. Его отец Пьер I де Грансон (умер в 1258) был рыцарем в домашнем хозяйстве Пьера Савойского, графа Ричмонда, приходившегося дядей королеве Элеоноре Прованской, жены английского короля Генриха III, имевшего большое влияние на английский королевский двор. Благодаря этому Пьер де Грансон оказался в Англии, где с около 1245 года и до самой смерти получал от короля ежегодную ренту в 20 фунтов. Он был женат на Агнессе, дочери Ульриха III, граф Невшателя; в этом браке родилось несколько сыновей, из которых Оттон был самым старшим.

## Биография
Оттон родился около 1238 года. К 1249/1250 году он, возможно, оказался в домашнем хозяйстве сына Генриха III, английского принца Эдуарда (будущего короля Эдуарда I). Впервые в компании принца Оттон вместе с несколькими другими рыцарями упоминается в октябре 1265 года, когда ему было передано в дар имущество в Лондоне, конфискованное у бывших владельцев. К 1268 году он уже стал одним из ближайших друзей будущего короля.
В 1270—1272 году Оттон сопровождал принца в крестовый поход. В завещании, которое Эдуард написал в июне 1272 года в Акре, его друг был указан в качестве душеприказчика. В некоторых поздних источниках приводится история про то, как Элеонора Кастильская, жена Эдуарда, высосала яд из раны раненого мужа. Однако историк Чарльз Кингсфорд указывает, что впервые она появляется только спустя 50 лет после похода в качестве пересказа событий с чужих слов. В то же время фламандский хронист Иоанн Ипрский приводит рассказ со ссылкой на савояров, участвовавших в походе, по которому яд из раны Эдуарда высосал «лорд Грансон», которого историк отождествляет с Оттоном де Грансоном.
После того как Эдуард, ставший к этому моменту королём, в 1274 году вернулся в Англию, Оттон де Грансон стал его «одним из самых доверенных приспешников». Он принимал участие в военном походе Эдуарда I в Уэльс 1277—1278 годов в качестве знаменосца. Однако, несмотря на военные заслуги перед короной, основных достижений он добился в качестве дипломата. В 1278—1279 годах Оттон ездил по королевским делам в Гасконь и Париж. В 1282—1283 годах он участвовал в новом походе в Уэльс, а после его окончания в марте 1284 года был назначен юстициарием Северного Уэльса. По сути Оттон оказался наместником всех недавно завоёванных англичанами земель в Уэльсе, что, по мнению исследователей, показывает высокий уровень доверия короля к Грандисону. Возможно, что как и его савойские друзья и родственники, Грансон имел отношение к проекту Эдуарда I по возведению в Уэльсе системы замков, которые позволяли бы управлять завоёванной страной.

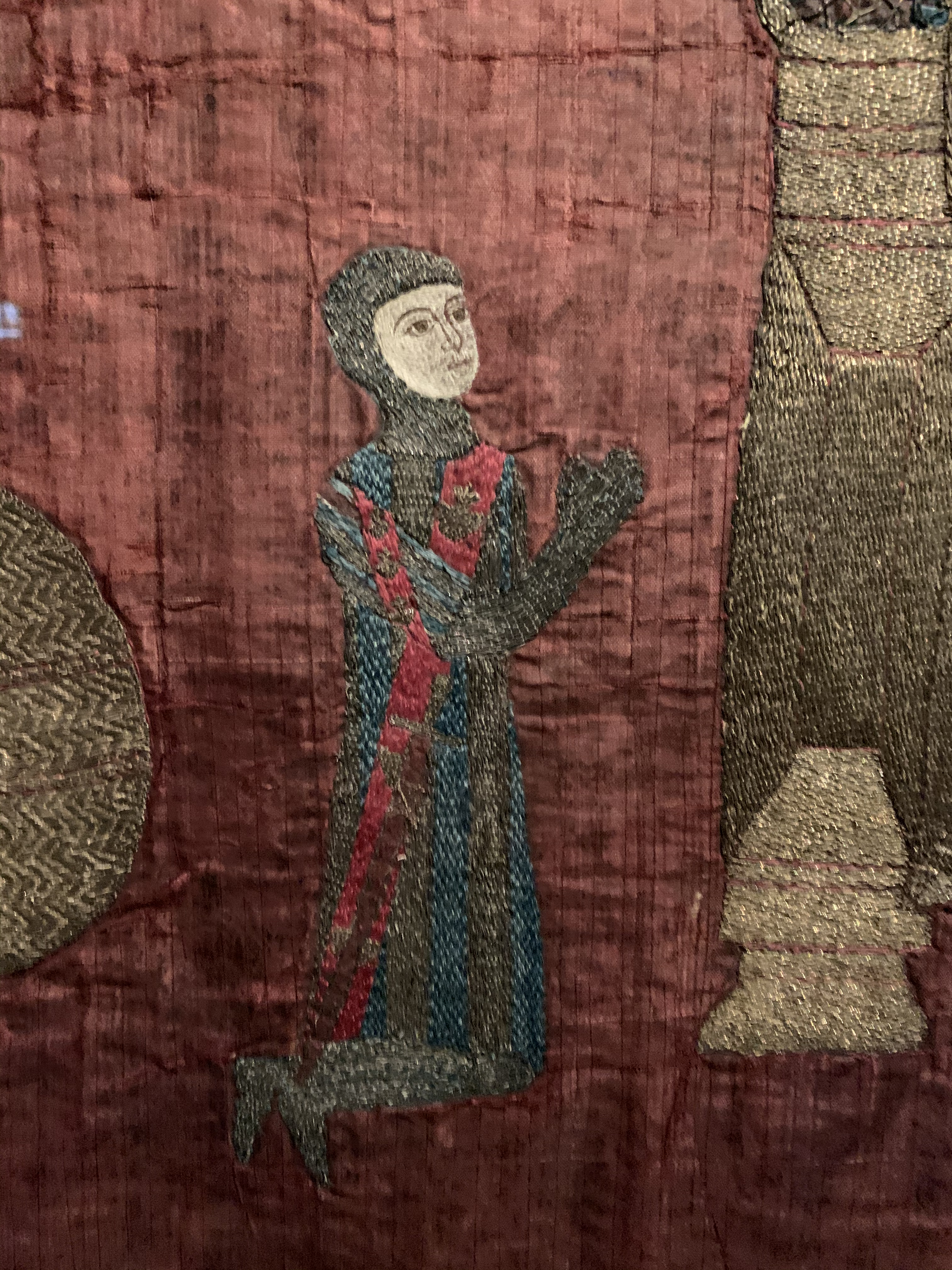
Изображение Оттона де Грансона на экране алтаря Лозаннского собора, находящегося в настоящее время в Историческом музее Берна

В 1286 году Оттон был отправлен с посольством в папскую курию, после которого прибыл к Эдуарду I в Гасконь. В 1289—1290 года он вновь был отправлен к папскому двору, чтобы обсудить, в числе прочего, предоставление папского разрешения на брак наследника короля, Эдуарда Карнавонского (будущего Эдуарда II), с шотландской королевой Маргаритой Норвежской Девой. Кроме того, он представил папе новый проект крестового похода.
Хотя сам Эдуард I больше никогда не участвовал в крестовых походах, Оттон де Грансон в 1290 году возглавил небольшой поход на Восток, где в 1291 году участвовал в осаде Акры. Не исключено, что именно он был автором меморандума относительно планов нового крестового похода, написанного между 1289 и 1307 годами. После разгрома под Акрой Оттон отправился на Кипр, затем (в 1293 или 1294 году) посетил Армению и Иерусалим.
В Англию Оттон вернулся в 1296 году. В это время начиналась война с Шотландией. Оттон 28 апреля 1296 года участвовал в сдаче Данбара, которой закончился первый победоносный поход Эдуарда I в Шотландию, но основной ареной деятельности Грансона оставалась дипломатия на самом высоком уровне. В 1296—1297 годах он принимал активное участие в создании в Нидерландах антифранцузской коалиции; в 1298 году Оттон проводил переговоры о перемирии с Францией, а в 1300—1301 годах — в папской курии, а в 1303 году участвовал в согласовании окончательного англо-французского мира. В 1305 году Эдуард I вновь отправил Грансона в папскую курию, чтобы тот добился отстранения от должности архиепископа Кентерберийского Роберта Уинчелси. Кроме того, в 1298 или 1299 году Оттон принимал участие в объединённом походе орденов тамплиеров и госпитальеров в Армению.
За свои заслуги Оттон получил от короля обширные земельные пожалования в Англии (по большей части в Кенте) и, особенно, в Ирландии. В 1275 году он был назначен попечителем Нормандских островов; позже это пожалование стало пожизненным, хотя и стало источником его постоянных конфликтов и трений с островитянами.
В 1307 году умер Эдуард I, после чего Оттон навсегда покинул Англию, удалившись в унаследованные после смерти отца владения в Грансоне. Хотя английская корона иногда обращалась к нему, чтобы он представлял её интересы при французском дворе и папской курии, основные интересы Грансона в этот период были религиозными. В 1307 году Оттон вновь принял крест. Кроме того, он был известным благотворителем францисканцев и картезианцев.
Оттон умер 12 апреля 1328 года и согласно завещанию, датированному 4 апреля, был похоронен в Лозаннском кафедральном соборе.
Детей Оттон не имел, поэтому его английский титул угас, а владения в Англии отошли к короне. Земли же в Грансоне унаследовал его племянник Пьер II де Грансон, сын Жана де Грансона, одного из младших братьев Оттона. В Англии же осталось потомство ещё одного младшего брата Грансона — Гильома, получившего в том же 1299 году, что и Оттон, титул барона Грандисона.

## Историография
В начале XX века историк Чарльз Кингсфорд опубликовал биографическое исследование, посвящённое Оттону де Грансону.